# Snoo Wilson
Andrew James Wilson (Reading, 2 d'agost de 1948 – Ashford, 3 de juliol de 2013), més conegut com a Snoo Wilson, va ser un escriptor i director anglès, conegut principalment per les seves obres de teatre i els seus guions. Les seves primeres obres, com Blow-Job (1971), eren obertament polítiques, sovint convinant durs comentaris socials amb comèdia. En les seves darreres obres va fugir dels temes polítics, abraçant un ampli espectre, com el surrealisme, la filosofia o la comèdia negra.

## Obra
| - Charles the Martyr (1970) - Device of Angels (1970) - Pericles, The Mean Knight (1970) - Pignight (1971) - Blow-Job (1971) - Reason (1972) - The Pleasure Principle: The Politics of Love, The Capital of Emotion (1973) - Vampire (1973) - The Everest Hotel (1975) - The Soul of the White Ant (1976) - The Glad Hand (1978) - The Number of the Beast (1982; revised version of The Beast, 1974) - Flaming Bodies (1983) - More Light (1987) - 80 Days (1988; with music by Ray Davies) - Darwin's Flood (1994) - HRH (1997) - Sabina (1998) - Moonshine (1999) - Love Song of the Electric Bear (2003) | - Sunday for Seven Days (1971) - The Good Life (1971) - More About the Universe (1972) - Swamp Music (1973; episode of Thirty-Minute Theatre TV series) - The Barium Meal (1974) - The Trip to Jerusalem (1974) - Don't Make Waves (1975) - A Greenish Man (1979; episode of The Other Side TV series) - Shadey (1985) - Hippomania (2004 radio play) - Eichmann (2007) - Spaceache (1984) - Inside Babel (1985) - I, Crowley: Almost the Last Confession of the Beast 666 (1999) - The Works of Melmont (2004) |